# 리그스컵
리그스컵(Leagues Cup)은 북아메리카의 MLS와 리가 MX 팀이 참가하는 토너먼트 축구 대회이다. 초대 대회는 2019년 7월에 미국에서 열렸으며, 양 리그에서 4팀 씩 총 8팀이 참가하였다.
2023년 대회부터 참가팀이 MLS와 리가 MX의 모든 팀으로 확대되었고, 현재는 캐나다, 멕시코, 미국을 포함하는 북미 지역의 지역 컵으로 기능하고 있다. 리그컵 상위 3개 팀은 국가에 관계없이 CONCACAF 챔피언스컵에 진출하며, 우승팀은 16강 진출권을 얻는다.

## 대회 방식
2019년 리그스컵은 각 리그에서 4개의 팀이 참가하여 8개 팀이 싱글 엘리미네이션 토너먼트 방식으로 진행하였다. 초대 대회에 참가한 MLS 팀들은 초청팀이었으나, 이후 대회들은 리그 결과를 사용하여 예선전을 치렀다. 4개의 리가 MX 참가팀들은 그들의 리그 결과에 따라 선정되었다. 8강전은 7월 23일부터 24일까지, 4강전은 8월 20일에 열렸다. 첫 결승전은 9월 18일 네바다주 라스베이거스의 샘 보이드 스타디움에서 열렸다.
2023년부터 리그스컵은 MLS와 리가 MX의 모든 팀을 포함하며, 총 47개 팀이 미국과 캐나다에서 개최된다. 각 리그 상위 15개 팀은 지난 시즌 리그 순위를 기준으로 15개 그룹에 시드를 배정하고, 나머지 팀은 지리적 근접성을 기준으로 추첨한다. 조별 리그는 라운드 로빈 형식으로 3경기씩 치러지며, 상위 2개 팀이 결선 토너먼트에 진출한다. 이전 시즌 MLS컵 우승팀과 리가 MX의 아페르투라와 클라우수라를 종합해 최상위 순위팀은 조별 리그 없이 곧바로 결선 토너먼트에 진출한다. 결선 토너먼트는 싱글 엘리미네이션 토너먼트로 진행된다.

## 결승전
| 회차 | 연도 | 우승                                | 득점                                | 준우승                              | 경기장                              | 도시                                | 관중수                              |
| ---- | ---- | ----------------------------------- | ----------------------------------- | ----------------------------------- | ----------------------------------- | ----------------------------------- | ----------------------------------- |
| 1    | 2019 | 크루스 아술                         | 2–1                                 | UANL                                | 샘 보이드 스타디움                  | 휘트니                              | 20,132                              |
| –    | 2020 | (코로나19 범유행으로 인하여 취소됨) | (코로나19 범유행으로 인하여 취소됨) | (코로나19 범유행으로 인하여 취소됨) | (코로나19 범유행으로 인하여 취소됨) | (코로나19 범유행으로 인하여 취소됨) | (코로나19 범유행으로 인하여 취소됨) |
| 2    | 2021 | 레온                                | 3–2                                 | 시애틀 사운더스                     | 얼리전트 스타디움                   | 패러다이스                          | 24,824                              |
| –    | 2022 | (우승팀 없음)                       | (우승팀 없음)                       | (우승팀 없음)                       | (우승팀 없음)                       | (우승팀 없음)                       | (우승팀 없음)                       |
| 3    | 2023 | 인터 마이애미                       | 1 - 1 10–9 (승)                     | 내슈빌                              | 지오디스 파크                       | 내슈빌                              | 30,109                              |

## 성적

### 구단별
| 구단명          | 우승 | 준우승 | 우승 연도 | 준우승 연도 |
| --------------- | ---- | ------ | --------- | ----------- |
| 크루스 아술     | 1    | 0      | 2019      | -           |
| 레온            | 1    | 0      | 2021      | -           |
| 인터 마이애미   | 1    | 0      | 2023      | -           |
| UANL            | 0    | 1      | -         | 2019        |
| 시애틀 사운더스 | 0    | 1      | -         | 2021        |
| 내슈빌          | 0    | 1      | -         | 2023        |

## 같이 보기
- CONCACAF 리그
- 북아메리카 수페르리가